# Fanda (Sénégal)
Pour les articles homonymes, voir Fanda.
Fanda est un village du Sénégal situé en Basse-Casamance, à 15 kilomètres de Ziguinchor, non loin de la frontière avec la Guinée-Bissau. Il fait partie de la commune de Niaguis (ancienne communauté rurale du même nom, avant l'Acte III de la décentralisation sénégalaise), dans l'arrondissement de Niaguis, le département de Ziguinchor et la région de Ziguinchor.

## Présentation
Fanda est exactement situé à l'ouest du village d'Agnack (sa limite est), à l'est du village de Niaguis (sa limite ouest et le chef-lieu de la commune et de l'arrondissement éponymes), au sud du fleuve Casamance (sa limite Nord) et au Nord du hameau appelé Bindialoum (en quelque sorte sa limite Sud,  qui lui est même parfois rattaché). Fanda se trouve sur la route qui relie Ziguinchor à Kolda, communément appelée « la Route du Sud » ou la Nationale 6. À cette position, Fanda est le dernier village situé sur la Nationale 6 (de Ziguinchor vers Kolda) de la commune de Niaguis (ancienne communauté rurale de Niaguis).
Fanda est un village peuplé majoritairement de Mandingues (la langue qui y est plus parlée) et de Diolas Fogny ou Baïnoucks (Diolas et Baïnoucks y sont aujourd'hui tellement mélangés qu'il est difficile de les distinguer; bien que selon les traditions orales, ils en seraient pour l'essentiel originellement des Baïnoucks). Cependant, on y retrouve des ethnies telles les Manjaques, les Balantes, les Baïnouks, les Mancagnes (pendant très longtemps une seule famille, en l'occurrence celle des Mingou, du directeur de l'école publique élémentaire de 1982 à 1994), les Peuls, les Toucouleurs (souvent des pêcheurs venus du Nord Sénégal, comme les familles Fall, Sarr, etc.). Toutefois, il s'agit de faibles présences, comparées à celles des deux premières ethnies citées (Mandingues et Diolas). On y parle également (notamment dans certaines familles Manjaques, Diolas Catholiques et Baïnouks) le créole portugais de la Casamance, quasiment le même que celui de la Guinée-Bissau
Ce village, peuplé aujourd'hui de plus de 1 000 habitants (1 061 exactement : RGPH 2002), a pendant 2 décennies (de 1977 à 1998) abrité une des plus fortes présences américaines au Sénégal, en l'occurrence "The Fanda Missionary School" (F.M.S), faisant alors partie de ce qui était appelé "New Tribes Mission" (NTM, fondée en 1942 par l'américain Paul Fleming) et devenue, depuis 2017, "Ethnos360". Cette mission chrétienne évangélique interconfessionnelle internationale, comme elle se définissait, a officieusement pris fin, à cause surtout du conflit casamançais et surtout avec les mines qui faisaient des ravages sur l'axe Ziguinchor-Kolda. C'est en effet à cette date que l'ambassadeur des États-Unis, après une visite effectuée sur place, a décidé de faire quitter ses compatriotes pour des lieux plus surs ou sécurisés comme Dakar ("Dakar Academy", etc.) et certaines localités de l'ancienne région de Tambacounda (ils y disposaient de petits sites de ce type). Tout de même, ils y ont laissé un important patrimoine immobilier (ce site constituait un véritable « village américain » dans cette partie de la région de Ziguinchor) : logements, locaux d'activités tels que salles de classe et ateliers de travail, infrastructures sportives (football, basketball, volleyball, etc.). Ce qui a, en très grande partie, facilité l'ouverture aujourd'hui du Centre de Formation Professionnelle et d'Entreprenariat de Groupe dont la vocation est à sa création, selon les autorités sénégalaises, sous-régionale (Gambie, Guinée-Bissau, Mauritanie, Mali) : il convient toutefois de reconnaître que cette vocation n'est pas encore remplie, puisque le centre n'est qu'à ses débuts au moment où cette partie de cette page est premièrement remplie (en 2010).
Les principaux quartiers de Fanda sont : Diacopé vers Agnack (à l'est), Diouloucouna vers Niaguis (à l'ouest), Couboudy (au centre-sud), Almamy (au centre-est), Mbandy (au centre-ouest), Barembor et l'ex-Mission Évangélique ou l'actuel Centre de formation professionnelle (au centre-sud). Il y a également, un petit quartier situé au centre-Nord, c'est-à-dire vers le fleuve Casamance (frontière Nord du village), fièrement dénommé HLM. De nouveaux quartiers sont venus s'ajouter à ceux précédemment cités.
La Nationale 6, qui traverse le village, a joué un rôle prépondérant dans l'occupation spatiale de ce village; en ce sens que les quartiers précédemment cités se situent quasiment tous de part et d'autre de celle-ci. Ce qui donne à Fanda une forme longitudinale d'à peine 4 km (voire plus), même si la largeur peut atteindre, par endroits, entre 900 et 1 000 m (exemple Couboudy et l'ex-Mission Évangélique, les quartiers les plus avancés vers le Sud, c'est-à-dire vers le continent).
Fanda a aussi servi de village de refuge (à la suite du conflit que connait la Casamance naturelle depuis 1982) pour les villages et hameaux intérieurs environnants, c'est-à-dire non desservis par la Nationale 6. Parmi ces villages et/ou hameaux on peut citer : Bindialoum aussi appelé Arighala 2, Arighala Diola et Manjaque, Pouboul (aussi appelé Bindialoum). Mais aussi, comme pratiquement tous les villages casamançais, Fanda s'est partiellement vidé de ses habitants qui ont rejoint, pour des besoins de sécurité, des lieux comme Ziguinchor, Guinée-Bissau, Gambie et Dakar, etc. Toutefois, depuis l'accalmie dernièrement constatée en Casamance, des retours sont progressivement notés.

## Administration
Par rapport aux échelles déconcentrée (administration centrale) et décentralisée (administration locale) du Sénégal, Fanda ne joue pas un très grand rôle; puisqu'il n'a que le statut de village. Or celui-ci, que ce soit au niveau de l'administration déconcentrée ou de l'administration décentralisée, constitue l'entité la plus basse de l'échelle (avec la communalisation intégrale de 2013, il correspond plus au quartier retrouvé en milieu urbain, voire dans les villes) à la tête de laquelle est placé un "chef", qui au demeurant n'est pas élu, mais juste nommé par le Sous-Préfet (avant 1996), puis (depuis 1996) par le Maire (anciennement appelé Président de Communauté Rurale): cette description relève plus des textes juridiques ou de la théorie, d'autant qu'en réalité le chef de village est choisi dans la famille qui avait depuis longtemps les rênes de la chefferie villageoise (en pratique, plus donc le respect de la tradition que celui des textes juridiques).
En conséquence, la seule représentation administrative que l'on peut situer à Fanda est en quelque sorte l’École Publique Élémentaire. En effet, Fanda dispose d'une école élémentaire depuis 1958 : d'abord à trois salles de classe (jusqu'au milieu des années 1980) puis à six depuis le milieu des « années 1980 » et 12 aujourd'hui. Depuis 1990, elle est devenue un centre d'examen pour le Concours d'entrée en sixième et pour le Certificat de Fin d’Études Élémentaires (CFEE). Cette école a, jusqu'à nos jours, connu quatre (4) directeurs à sa tête : de son ouverture à 1981/82 Monsieur Almamy SANE, de 1982/83 à 1993/94 Monsieur Eugène MINGOU et de 1994/95 à 2011/2012 Monsieur Babacar René SECK et de 2012/2013 à nos jours Monsieur Youssouph DIEME.
Aujourd'hui, l'école de Fanda a connu un rayonnement et des résultats importants. On peut même dire, sur plusieurs plans, qu'elle est la deuxième école de la commune de Niaguis, après, bien sûr, celle du chef-lieu de commune dont Fanda fait partie (Niaguis).
On peut ici aussi parler du nouveau "Centre de Formation Professionnelle et Entrepreneuriat de Groupe", évoqué plus haut.

## Géographie

### Population
Lors de l'avant dernier recensement en 2002 (car les résultats du recensement de 2013 ne sont pas encore disponibles), Fanda comptait 1 061 habitants pour 148 ménages. Il est avec ce nombre, le troisième village de la commune de Niaguis (un ensemble de 12 villages) en termes de population, derrière respectivement Niaguis (1 552) et Boutoute (1 135), un village périphérique ou limitrophe de la ville de Ziguinchor (la capitale régionale).
Dans l'arrondissement de Niaguis, constitué des communes de Niaguis, Adéane et Boutoupa-Camaracounda, Fanda est le 6e village (sur un total de 44 villages) de par sa population, car en plus des deux villages déjà cités (Niaguis et Boutoute), il existe trois autres villages de la commune d'Adéane (ancienne communauté rurale éponyme) plus peuplés que lui. Il s'agit respectivement de Baghagha (2 189 habitants pour 305 ménages), Adéane (chef-lieu de communauté rurale) avec 2 115 habitants pour 294 ménages, et Agnack-Petit et Grand - (1 326 habitants pour 185 ménages).

### Activités économiques
Comme la plupart des villages, voire certaines villes sénégalaises, Fanda est marqué par une forte domination des activités du secteur primaire. Mais si l'agriculture est largement et parfois la seule activité principale dans plusieurs villages sénégalais, ce n'est pas le cas à Fanda. En ce sens qu'à côté de celle-ci, se développe bien la pêche. Fanda est connu, dans l'arrondissement de Niaguis et dans la région de Ziguinchor, pour être "un port de pêche rural ». Situé sur la rive gauche du fleuve Casamance, il attire, du fait de ses eaux jugées poissonneuses et surtout de son débarcadère au sable blanc et fin, des pêcheurs de divers horizons (de la Casamance naturelle, du Nord Sénégal, voire de la sous région - Guinée, Mali, etc.-) et de divers secteurs d'activités (dont crevettes, poissons principalement).
En ce qui concerne l'agriculture, il s'agit majoritairement de celle dite « sous pluie » : cultures de rente (arachide singulièrement) et cultures vivrières (maïs, mil, sorgho, riz - domaine des femmes notamment mandingues et diolas -, etc.). Le maraîchage, autrefois pratiqué par les femmes en saison sèche, y est aujourd'hui très peu effectué, à cause de la salinisation actuellement constatée des rizières sur lesquelles il était réalisé. S'y développe également, mais de façon marginale, une agriculture de plantations, notamment celle d'anacardiers (seules quelques familles s'y étaient lancées dans les "années 80-90" et début "2000"; il convient toutefois de préciser qu'elle a fini par attiser les convoitises, du fait aujourd'hui de l'ampleur et de la rentabilité du commerce qui en découle : ventes de noix d'acajou et traitements des pommes, etc.).
On y pratique également de l’élevage: principalement celui des bovins, tenu par quelques familles Peulh, la plupart originaires du nord Sénégal (les familles Bâ de Couboudy et Diacopé); ceux des ovins et caprins, pratiqués en général par les familles musulmanes; celui des porcins, pratiqué par les quelques familles chrétiennes (manjaques et mancagnes); mais aussi et surtout celui de la volaille, le plus répandu et présent dans quasiment toutes les familles comme presque partout dans le rural, voire le semi-urbain sénégalais.
S'agissant du commerce, il est à l'image des principales activités socio-professionnelles qui s'y pratiquent. Ainsi s'y développent principalement les commerces autour des ressources agricoles et halieutiques. Le commerce lié aux ressources halieutiques mobilise tout de même plus de personnes. Par exemple, plusieurs femmes du village s'y sont investies, au détriment des autres types de commerce. Le "commerce halieutique" (c'est-à-dire autour des ressources du même nom) pratiqué à Fanda consiste exactement à acheter les poissons chez les pêcheurs et à les revendre, soit frais, soit fumés, à l'intérieur ou à l'extérieur du village. Aujourd'hui, la tendance est de plus en plus la vente en dehors du village. Par exemple les femmes, après avoir acheté, fumé et stocké les poissons pendant plusieurs jours (il existe des fumoirs à quelques mètres de l'embarcadère du village), les écoulent sur les différents marchés hebdomadaires de la région de Ziguinchor et ceux des régions voisines, dont les plus fréquentés sont Camaracounda (Commune de Boutoupa-Camaracounda, région de Ziguinchor), Yarang (Commune de Yarang Balante, département de Goudomp, région de Sédhiou), Saré Yoba Diéga (commune dans le département de Kolda, dans la région du même nom). Celles qui optent pour la vente des poissons frais (vente journalière) les acheminent, soit vers les villages limitrophes ou proches (Agnack, Niaguis, Adéane, etc.), soit vers Ziguinchor, le seul et principal centre urbain du département.